# Hensel-Kaserne

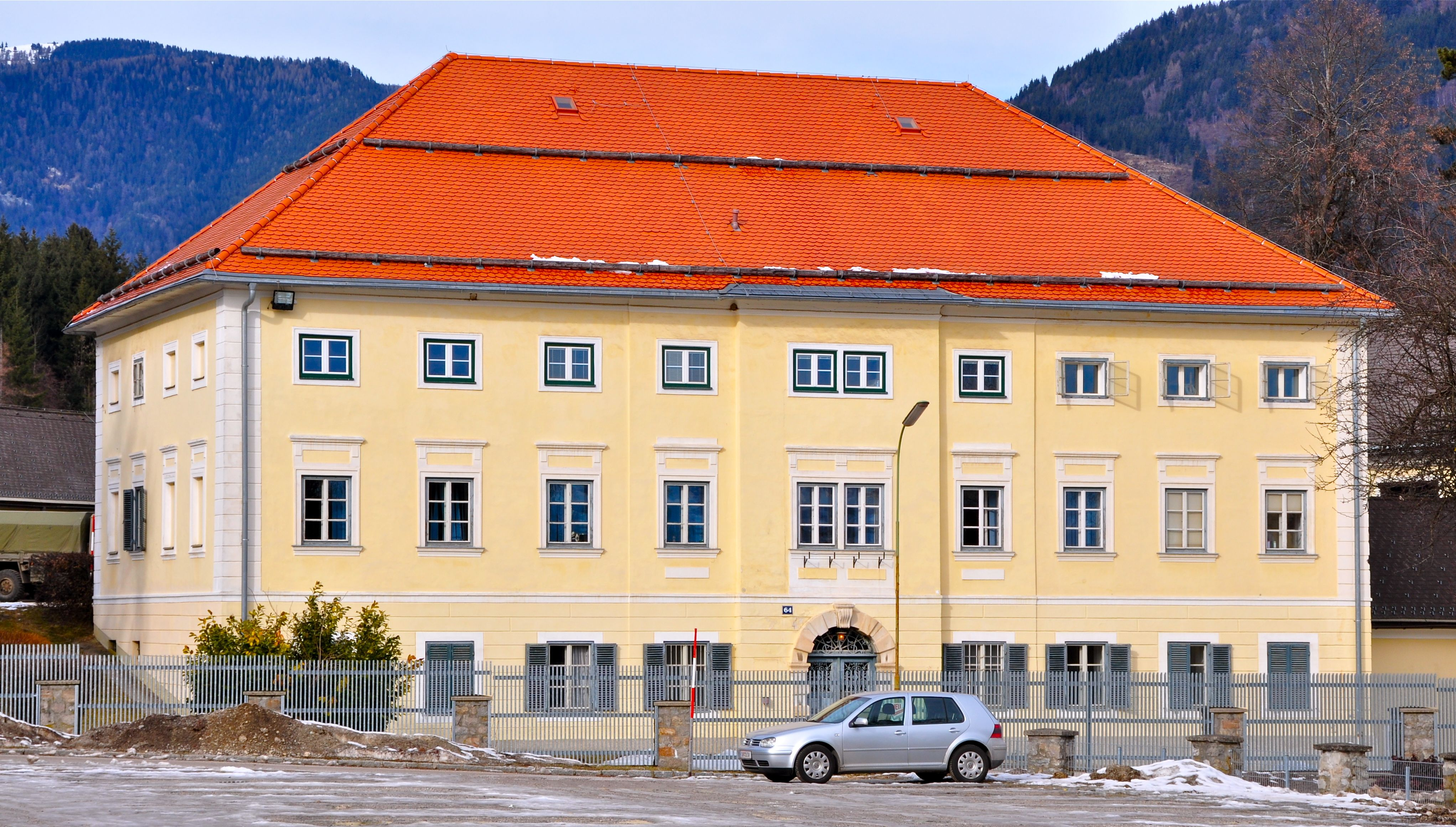
Hensel-Kaserne

Die Hensel-Kaserne befindet sich im Weiler Obere Fellach im Stadtteil Fellach in der Stadt Villach in Kärnten. Die Kaserne des österreichischen Bundesheeres steht unter Denkmalschutz (Listeneintrag). Benannt wurde die Kaserne nach Friedrich Hensel (1781–1809).

## Geschichte
Das Gebäude – um 1860 erbaut – war Teil vom Gutsbetrieb Santner, bestehend aus einer Mühle, einem Sägewerk und einem Landwirtschaftsbetrieb. Die Anlage wurde 1912 vom Militär erworben und als Kaserne für die neu gegründeten k.u.k. Sappeure (Sappeurbataillon Nr. 4) verwendet. In der Zweiten Republik wurde die Kaserne vom Pionierbataillon 1 als Unterkunft verwendet. Vom Militärkommando war die 2. Betriebsversorgungsstelle untergebracht und für die Verwaltung aller Kasernen in Oberkärnten zuständig. Die Kaserne war 2016 als Quartier für Asylbewerber in Überlegung, das Bundesministerium für Inneres zog aber ein kostengünstigeres Containerdorf für 250 Menschen auf einem landwirtschaftlichen Freilandgrundstück vor.

## Architektur
Der monumentale Rechteckbau unter einem hohen Walmdach hat einen seichten Mittelrisalit und ein Rustikaportal. Das Erdgeschoß hat Platzlgewölbe.

## Neubau
Nach etwa 10 Jahren Diskussion und Planung wurde  2020 der Neubau einer Großkaserne in der Oberen Fellach fixiert und 2023 zum Spatenstich geladen. Ende März 2025 ist der Baustart geplant.